# 30e brigade d'artillerie
Pour les articles homonymes, voir 30e brigade.
La 30e brigade d'artillerie (en russe : 30-я артиллерийская бригада, abrégé 30 абр) est une brigade d'artillerie des forces terrestres de la fédération de Russie (n° d'unité 62048).
La brigade fait partie de la 36e armée combinée du district militaire est, basée à Oulan-Oudé en Bouriatie.

## Historique
La formation est créée en décembre 2015 au sein de la 36e armée.
En octobre 2020, la formation reçoit son drapeau de guerre.
En décembre 2020 a lieu la cérémonie de consécration de la bannière de bataille de la 30e brigade d'artillerie.
La brigade est impliquée dans l'offensive de Kiev lors de l'invasion russe de l'Ukraine en février 2022.